# كياثون تاهيتي
كياثون تاهيتي (الاسم العلمي:Cyathea tahitensis) هو نوع غير مؤكد من النباتات يتبع جنس الكياثون من الفصيلة الكياثونية.